# Terminalia mantaliopsis
Terminalia mantaliopsis är en tvåhjärtbladig växtart som beskrevs av René Paul Raymond Capuron. Terminalia mantaliopsis ingår i släktet Terminalia och familjen Combretaceae. Utöver nominatformen finns också underarten T. m. graminifolia.